# ست خان آستواتساتوریان
ست خان آستواتساتوریان (ارمنی: Սեթ խան Աստվածատրյան؛ انگلیسی: Set Khan Astvatsatourian؛ ۱۷۸۰ – ۱۸۴۲) سیاستمدار، دیپلمات و مشاور نظامی ایرانی-ارمنی در زمان قاجار، و سفیر فتحعلی‌شاه قاجار در دربار سینت جیمز بود.